# Manchester United F.C. mùa giải 2006–07
Mùa giải 2006–07 là mùa giải thứ 15 của Manchester United tại Premier League và là mùa giải thứ 32 liên tiếp thi đấu ở giải đấu cao nhất của bóng đá Anh.

## Giao hữu trước mùa giải
| Ngày tháng          | Đối thủ           | H / A | Kết quả F–A | Tỷ số                                                  | Số khán giả |
| ------------------- | ----------------- | ----- | ----------- | ------------------------------------------------------ | ----------- |
| 15 tháng 7 năm 2006 | Orlando Pirates   | N     | 4–0         | Solskjær (2) 4', 43', Richardson 57', Seema 60' (o.g.) |             |
| 18 tháng 7 năm 2006 | Kaizer Chiefs     | N     | 1–0         | Đổng Phương Trác 83'                                   |             |
| 22 tháng 7 năm 2006 | Kaizer Chiefs     | A     | 0–0(3–4p)   |                                                        |             |
| 26 tháng 7 năm 2006 | Celtic            | A     | 3–0         | Evans 8', Scholes (2) 61', 85'                         |             |
| 29 tháng 7 năm 2006 | Preston North End | A     | 1–2         | Solskjær 85' (pen.)                                    | 12,541      |
| 31 tháng 7 năm 2006 | Macclesfield Town | A     | 2–1         | Rooney 46', Campbell 71'                               |             |
| 4 tháng 8 năm 2006  | Porto             | N     | 3–1         | Scholes 11', Rooney 19', Solskjær 73'                  | 25,000      |
| 5 tháng 8 năm 2006  | Ajax              | A     | 1–0         | Giggs 76'                                              |             |
| 8 tháng 8 năm 2006  | Oxford United     | A     | 4–1         | Solskjær 6', Ronaldo (2) 13', 58', Fletcher 15'        |             |
| 12 tháng 8 năm 2006 | Sevilla           | H     | 3–0         | Saha 63', Ronaldo 88', D. Jones 90'                    | 40,134      |
| 13 tháng 3 năm 2007 | Europe XI         | H     | 4–3         | Rooney (2) 6', 43', Brown 9', Ronaldo 35'              | 74,343      |

## Premier League
| Ngày tháng           | Đối thủ           | H / A | Kết quả F–A | Tỷ số                                                          | Số khản giả | Vị trí xếp hạng |
| -------------------- | ----------------- | ----- | ----------- | -------------------------------------------------------------- | ----------- | --------------- |
| 20 tháng 8 năm 2006  | Fulham            | H     | 5–1         | Saha 8', Pearce 14' (o.g.), Rooney (2) 16', 64', Ronaldo 19'   | 75,115      | 1               |
| 23 tháng 8 năm 2006  | Charlton Athletic | A     | 3–0         | Fletcher 49', Saha 80', Solskjær 90'                           | 25,422      | 1               |
| 26 tháng 8 năm 2006  | Watford           | A     | 2–1         | Silvestre 12', Giggs 52'                                       | 19,453      | 1               |
| 9 tháng 9 năm 2006   | Tottenham Hotspur | H     | 1–0         | Giggs 9'                                                       | 75,453      | 1               |
| 17 tháng 9 năm 2006  | Arsenal           | H     | 0–1         |                                                                | 75,595      | 2               |
| 23 tháng 9 năm 2006  | Reading           | A     | 1–1         | Ronaldo 73'                                                    | 24,098      | 2               |
| 1 tháng 10 năm 2006  | Newcastle United  | H     | 2–0         | Solskjær (2) 41', 49'                                          | 75,664      | 1               |
| 14 tháng 10 năm 2006 | Wigan Athletic    | A     | 3–1         | Vidić 62', Saha 66', Solskjær 90'                              | 20,631      | 1               |
| 22 tháng 10 năm 2006 | Liverpool         | H     | 2–0         | Scholes 39', Ferdinand 66'                                     | 75,828      | 1               |
| 28 tháng 10 năm 2006 | Bolton Wanderers  | A     | 4–0         | Rooney (3) 10', 16', 89', Ronaldo 82'                          | 27,229      | 1               |
| 4 tháng 11 năm 2006  | Portsmouth        | H     | 3–0         | Saha 3' (pen.), Ronaldo 10', Vidić 66'                         | 76,004      | 1               |
| 11 tháng 11 năm 2006 | Blackburn Rovers  | A     | 1–0         | Saha 64'                                                       | 26,162      | 1               |
| 18 tháng 11 năm 2006 | Sheffield United  | A     | 2–1         | Rooney (2) 30', 75'                                            | 32,584      | 1               |
| 26 tháng 11 năm 2006 | Chelsea           | H     | 1–1         | Saha 29'                                                       | 75,948      | 1               |
| 29 tháng 11 năm 2006 | Everton           | H     | 3–0         | Ronaldo 39', Evra 63', O'Shea 88'                              | 75,723      | 1               |
| 2 tháng 12 năm 2006  | Middlesbrough     | A     | 2–1         | Saha 19' (pen.), Fletcher 68'                                  | 31,238      | 1               |
| 9 tháng 12 năm 2006  | Manchester City   | H     | 3–1         | Rooney 6', Saha 45', Ronaldo 84'                               | 75,858      | 1               |
| 17 tháng 12 năm 2006 | West Ham United   | A     | 0–1         |                                                                | 34,966      | 1               |
| 23 tháng 12 năm 2006 | Aston Villa       | A     | 3–0         | Ronaldo (2) 58', 85', Scholes 64'                              | 42,551      | 1               |
| 26 tháng 12 năm 2006 | Wigan Athletic    | H     | 3–1         | Ronaldo (2) 47', 51', Solskjær 59'                             | 76,018      | 1               |
| 30 tháng 12 năm 2006 | Reading           | H     | 3–2         | Solskjær 33', Ronaldo (2) 59', 77'                             | 75,910      | 1               |
| 1 tháng 1 năm 2007   | Newcastle United  | A     | 2–2         | Scholes (2) 40', 46'                                           | 52,302      | 1               |
| 13 tháng 1 năm 2007  | Aston Villa       | H     | 3–1         | Park 11', Carrick 13', Ronaldo 35'                             | 76,078      | 1               |
| 21 tháng 1 năm 2007  | Arsenal           | A     | 1–2         | Rooney 53'                                                     | 60,128      | 1               |
| 31 tháng 1 năm 2007  | Watford           | H     | 4–0         | Ronaldo 20' (pen.), Doyley 60' (o.g.), Larsson 70', Rooney 71' | 76,032      | 1               |
| 4 tháng 2 năm 2007   | Tottenham Hotspur | A     | 4–0         | Ronaldo 45' (pen.), Vidić 48', Scholes 52', Giggs 77'          | 36,146      | 1               |
| 10 tháng 2 năm 2007  | Charlton Athletic | H     | 2–0         | Park 24', Fletcher 82'                                         | 75,883      | 1               |
| 24 tháng 2 năm 2007  | Fulham            | A     | 2–1         | Giggs 29', Ronaldo 88'                                         | 24,459      | 1               |
| 3 tháng 3 năm 2007   | Liverpool         | A     | 1–0         | O'Shea 90+1'                                                   | 44,403      | 1               |
| 17 tháng 3 năm 2007  | Bolton Wanderers  | H     | 4–1         | Park (2) 14', 25', Rooney (2) 17', 74'                         | 76,058      | 1               |
| 31 tháng 3 năm 2007  | Blackburn Rovers  | H     | 4–1         | Scholes 61', Carrick 72', Park 83', Solskjær 90'               | 76,098      | 1               |
| 7 tháng 4 năm 2007   | Portsmouth        | A     | 1–2         | O'Shea 90'                                                     | 20,223      | 1               |
| 17 tháng 4 năm 2007  | Sheffield United  | H     | 2–0         | Carrick 4', Rooney 50'                                         | 75,540      | 1               |
| 21 tháng 4 năm 2007  | Middlesbrough     | H     | 1–1         | Richardson 3'                                                  | 75,967      | 1               |
| 28 tháng 4 năm 2007  | Everton           | A     | 4–2         | O'Shea 61', P. Neville 68' (o.g.), Rooney 79', Eagles 90'      | 38,610      | 1               |
| 5 tháng 5 năm 2007   | Manchester City   | A     | 1–0         | Ronaldo 34' (pen.)                                             | 47,244      | 1               |
| 9 tháng 5 năm 2007   | Chelsea           | A     | 0–0         |                                                                | 41,794      | 1               |
| 13 tháng 5 năm 2007  | West Ham United   | H     | 0–1         |                                                                | 75,927      | 1               |

## Cúp FA
| Ngày tháng          | Vòng đấu  | Đối thủ       | H / A | Kết quả F–A  | Tỷ số                                           | Số khán giả |
| ------------------- | --------- | ------------- | ----- | ------------ | ----------------------------------------------- | ----------- |
| 7 tháng 1 năm 2007  | Vòng 3    | Aston Villa   | H     | 2–1          | Larsson 55', Solskjær 90+1'                     | 74,924      |
| 27 tháng 1 năm 2007 | Vòng 4    | Portsmouth    | H     | 2–1          | Rooney (2) 77', 83'                             | 71,137      |
| 17 tháng 2 năm 2007 | Vòng 5    | Reading       | H     | 1–1          | Carrick 45'                                     | 70,608      |
| 27 tháng 2 năm 2007 | Vòng 5    | Reading       | A     | 3–2          | Heinze 2', Saha 4', Solskjær 6'                 | 23,821      |
| 10 tháng 3 năm 2007 | Vòng 6    | Middlesbrough | A     | 2–2          | Rooney 23', Ronaldo 68' (pen.)                  | 33,308      |
| 19 tháng 3 năm 2007 | Vòng 6    | Middlesbrough | H     | 1–0          | Ronaldo 76' (pen.)                              | 61,325      |
| 14 tháng 4 năm 2007 | Bán kết   | Watford       | N     | 4–1          | Rooney (2) 7', 66', Ronaldo 28', Richardson 82' | 37,425      |
| 19 tháng 5 năm 2007 | Chung kết | Chelsea       | N     | 0–1 (s.h.p.) |                                                 | 89,826      |

## Cúp EFL
| Ngày tháng           | Vòng đấu | Đối thủ         | H / A | Kết quả F–A  | Bàn thắng              | Số khán giả |
| -------------------- | -------- | --------------- | ----- | ------------ | ---------------------- | ----------- |
| 25 tháng 10 năm 2006 | Vòng 3   | Crewe Alexandra | A     | 2–1 (s.h.p.) | Solskjær 26', Lee 119' | 10,046      |
| 7 tháng 11 năm 2006  | Vòng 4   | Southend United | A     | 0–1          |                        | 11,532      |

## UEFA Champion League

### Vòng bảng
| Ngày tháng           | Đối thủ    | H / A | Kết quả F–A | Bàn thắng                               | Số khán giả | Vị trí xếp hạng |
| -------------------- | ---------- | ----- | ----------- | --------------------------------------- | ----------- | --------------- |
| 13 tháng 9 năm 2006  | Celtic     | H     | 3–2         | Saha 30' (pen.), 40', Solskjær 47'      | 74,031      | 1               |
| 26 tháng 9 năm 2006  | Benfica    | A     | 1–0         | Saha 60'                                | 61,000      | 1               |
| 17 tháng 10 năm 2006 | Copenhagen | H     | 3–0         | Scholes 39', O'Shea 46', Richardson 83' | 72,020      | 1               |
| 1 tháng 11 năm 2006  | Copenhagen | A     | 0–1         |                                         | 40,000      | 2               |
| 21 tháng 11 năm 2006 | Celtic     | A     | 0–1         |                                         | 60,632      | 2               |
| 6 tháng 12 năm 2006  | Benfica    | H     | 3–1         | Vidić 45+1', Giggs 61', Saha 75'        | 74,955      | 1               |

### Vòng loại trực tiếp
| Date                | Round               | Opponents | H / A | Result F–A | Scorers                                                                    | Attendance |
| ------------------- | ------------------- | --------- | ----- | ---------- | -------------------------------------------------------------------------- | ---------- |
| 20 tháng 2 năm 2007 | Vòng 16 đội lượt đi | Lille     | A     | 1–0        | Giggs 83'                                                                  | 41,000     |
| 7 tháng 3 năm 2007  | Vòng 16 đội lượt về | Lille     | H     | 1–0        | Larsson 72'                                                                | 75,182     |
| 4 tháng 4 năm 2007  | Tứ kết lượt đi      | Roma      | A     | 1–2        | Rooney 60'                                                                 | 77,000     |
| 10 tháng 4 năm 2007 | Tứ kết lượt về      | Roma      | H     | 7–1        | Carrick (2) 11', 60', Smith 17', Rooney 19' Ronaldo (2) 44', 49', Evra 81' | 74,476     |
| 24 tháng 4 năm 2007 | Bán kết lượt đi     | Milan     | H     | 3–2        | Ronaldo 5', Rooney (2) 59', 90+1'                                          | 73,820     |
| 2 tháng 5 năm 2007  | Bán kết lượt về     | Milan     | A     | 0–3        |                                                                            | 78,500     |

## Thống kê đội hình
| Số áo | Vị trí | Tên                 | Giải đấu | Giải đấu | Cúp FA | Cúp FA | Cúp EFL | Cúp EFL | Châu Âu | Châu Âu | Tổng cộng | Tổng cộng |
| Số áo | Vị trí | Tên                 | Trận     | Bàn      | Trận   | Bàn    | Trận    | Bàn     | Trận    | Bàn     | Trận      | Bàn       |
| ----- | ------ | ------------------- | -------- | -------- | ------ | ------ | ------- | ------- | ------- | ------- | --------- | --------- |
| 1     | TM     | Edwin van der Sar   | 32       | 0        | 3      | 0      | 0       | 0       | 12      | 0       | 47        | 0         |
| 2     | HV     | Gary Neville (c)    | 24       | 0        | 3      | 0      | 0       | 0       | 6       | 0       | 33        | 0         |
| 3     | HV     | Patrice Evra        | 22(2)    | 1        | 3(1)   | 0      | 0(1)    | 0       | 4(3)    | 1       | 29(7)     | 2         |
| 4     | HV     | Gabriel Heinze      | 17(5)    | 0        | 6      | 1      | 2       | 0       | 7(1)    | 0       | 32(6)     | 1         |
| 5     | HV     | Rio Ferdinand       | 33       | 1        | 7      | 0      | 0       | 0       | 8(1)    | 0       | 47(1)     | 1         |
| 6     | HV     | Wes Brown           | 17(5)    | 0        | 6      | 0      | 2       | 0       | 7       | 0       | 32(5)     | 0         |
| 7     | TĐ     | Cristiano Ronaldo   | 31(3)    | 17       | 6(1)   | 3      | 1       | 0       | 11      | 3       | 49(4)     | 23        |
| 8     | TĐ     | Wayne Rooney        | 33(2)    | 14       | 5(2)   | 5      | 1       | 0       | 12      | 4       | 51(4)     | 23        |
| 9     | TĐ     | Louis Saha          | 18(6)    | 8        | 2      | 1      | 0       | 0       | 5(3)    | 4       | 25(9)     | 13        |
| 11    | TV     | Ryan Giggs (vc)     | 25(5)    | 4        | 6      | 0      | 0       | 0       | 8       | 2       | 39(5)     | 6         |
| 13    | TV     | Park Ji-sung        | 8(6)     | 5        | 4(1)   | 0      | 0       | 0       | 0(1)    | 0       | 12(8)     | 5         |
| 14    | TĐ     | Alan Smith          | 6(3)     | 0        | 2(1)   | 0      | 2       | 0       | 1(3)    | 1       | 11(7)     | 1         |
| 15    | HV     | Nemanja Vidić       | 25       | 3        | 5      | 0      | 0       | 0       | 8       | 1       | 38        | 4         |
| 16    | TV     | Michael Carrick     | 29(4)    | 3        | 7      | 1      | 0       | 0       | 12      | 2       | 48(4)     | 6         |
| 17    | TĐ     | Henrik Larsson      | 5(2)     | 1        | 3(1)   | 1      | 0       | 0       | 2       | 1       | 10(3)     | 3         |
| 18    | TV     | Paul Scholes        | 29(1)    | 6        | 3(1)   | 0      | 0       | 0       | 10(1)   | 1       | 42(3)     | 7         |
| 20    | TĐ     | Ole Gunnar Solskjær | 9(10)    | 7        | 3(3)   | 2      | 1       | 1       | 2(4)    | 1       | 15(17)    | 11        |
| 21    | TĐ     | Đổng Phương Trác    | 1        | 0        | 0      | 0      | 0       | 0       | 0       | 0       | 1         | 0         |
| 22    | HV     | John O'Shea         | 16(16)   | 4        | 2(3)   | 0      | 1       | 0       | 8(3)    | 1       | 27(22)    | 5         |
| 23    | TV     | Kieran Richardson   | 8(7)     | 1        | 2(1)   | 1      | 2       | 0       | 0(4)    | 1       | 12(12)    | 3         |
| 24    | TV     | Darren Fletcher     | 16(8)    | 3        | 3(3)   | 0      | 1       | 0       | 6(3)    | 0       | 26(14)    | 3         |
| 25    | TV     | David Jones         | 0        | 0        | 0      | 0      | 2       | 0       | 0       | 0       | 2         | 0         |
| 27    | HV     | Mikaël Silvestre    | 6(8)     | 1        | 2      | 0      | 2       | 0       | 3       | 0       | 13(8)     | 1         |
| 29    | TM     | Tomasz Kuszczak     | 6        | 0        | 5      | 0      | 2       | 0       | 0       | 0       | 13        | 0         |
| 33    | TV     | Chris Eagles        | 1(1)     | 1        | 0      | 0      | 0       | 0       | 0       | 0       | 1(1)      | 1         |
| 34    | HV     | Ryan Shawcross      | 0        | 0        | 0      | 0      | 0(2)    | 0       | 0       | 0       | 0(2)      | 0         |
| 35    | HV     | Kieran Lee          | 1        | 0        | 0      | 0      | 0(2)    | 1       | 0       | 0       | 1(2)      | 1         |
| 36    | HV     | David Gray          | 0        | 0        | 0      | 0      | 1       | 0       | 0       | 0       | 1         | 0         |
| 41    | TĐ     | Phil Marsh          | 0        | 0        | 0      | 0      | 1       | 0       | 0       | 0       | 1         | 0         |
| 42    | TV     | Michael Barnes      | 0        | 0        | 0      | 0      | 0(1)    | 0       | 0       | 0       | 0(1)      | 0         |
| 49    | TV     | Ritchie Jones       | 0        | 0        | 0      | 0      | 1       | 0       | 0       | 0       | 1         | 0         |

## Chuyển nhượng

### Chuyển đến
| Ngày tháng          | Vị trí | Tên             | Từ                | Mức phí       |
| ------------------- | ------ | --------------- | ----------------- | ------------- |
| 31 tháng 7 năm 2006 | TV     | Michael Carrick | Tottenham Hotspur | Không tiết lộ |

### Rời đi
| Ngày tháng          | Vị trí | Tên                 | Đến                  | Mức phí         |
| ------------------- | ------ | ------------------- | -------------------- | --------------- |
| 1 tháng 7 năm 2006  | TĐ     | David Bellion       | Nice                 | Không tiết lộ   |
| 14 tháng 7 năm 2006 | TĐ     | Sylvan Ebanks-Blake | Plymouth Argyle      | 200 nghìn euro  |
| 28 tháng 7 năm 2006 | TĐ     | Ruud van Nistelrooy | Real Madrid          | 10,2 triệu euro |
| 10 tháng 8 năm 2006 | HV     | Paul McShane        | West Bromwich Albion | Không tiết lộ   |
| 10 tháng 8 năm 2006 | TM     | Luke Steele         | West Bromwich Albion | Không tiết lộ   |
| 31 tháng 8 năm 2006 | TV     | Liam Miller         | Sunderland           | Không tiết lộ   |
| 3 tháng 1 năm 2007  | TV     | David Jones         | Derby County         | Không tiết lộ   |
| 1 tháng 7 năm 2007  | TM     | Tim Howard          | Everton              | Không tiết lộ   |

### Mượn
| Ngày kỳ phát        | Ngày kết thúc | Vị trí | Tên             | Từ                   |
| ------------------- | ------------- | ------ | --------------- | -------------------- |
| 10 tháng 8 năm 2006 | 30 June 2007  | TM     | Tomasz Kuszczak | West Bromwich Albion |
| 2 tháng 1 năm 2007  | 12 March 2007 | TĐ     | Henrik Larsson  | Helsingborg          |

### Cho mượn
| Ngày đi             | Ngày về             | Vị trí | Tên              | Đến               |
| ------------------- | ------------------- | ------ | ---------------- | ----------------- |
| 1 tháng 7 năm 2006  | 30 June 2007        | TM     | Tim Howard       | Everton           |
| 4 tháng 8 năm 2006  | 30 June 2007        | HV     | Gerard Piqué     | Real Zaragoza     |
| 4 tháng 8 năm 2006  | 10 tháng 8 năm 2006 | TM     | Luke Steele      | Coventry City     |
| 10 tháng 8 năm 2006 | 1 tháng 1 năm 2007  | HV     | Adam Eckersley   | Brøndby           |
| 10 tháng 8 năm 2006 | 30 June 2007        | TM     | Ben Foster       | Watford           |
| 11 tháng 8 năm 2006 | 29 December 2006    | TV     | Lee Martin       | Rangers           |
| 16 tháng 8 năm 2006 | 28 December 2006    | HV     | Phil Bardsley    | Rangers           |
| 17 tháng 8 năm 2006 | 30 June 2007        | TĐ     | Fraizer Campbell | Royal Antwerp     |
| 17 tháng 8 năm 2006 | 1 tháng 1 năm 2007  | HV     | Jonny Evans      | Royal Antwerp     |
| 17 tháng 8 năm 2006 | 30 June 2007        | TV     | Darron Gibson    | Royal Antwerp     |
| 17 tháng 8 năm 2006 | 1 tháng 1 năm 2007  | HV     | Danny Simpson    | Royal Antwerp     |
| 31 tháng 8 năm 2006 | 1 tháng 1 năm 2007  | TV     | Chris Eagles     | NEC               |
| 31 tháng 8 năm 2006 | 1 tháng 1 năm 2007  | TĐ     | Giuseppe Rossi   | Newcastle United  |
| 28 tháng 9 năm 2006 | 27 November 2006    | TV     | Ritchie Jones    | Colchester United |
| 17 November 2006    | 3 tháng 1 năm 2007  | TV     | David Jones      | Derby County      |
| 4 tháng 1 năm 2007  | 30 June 2007        | HV     | Jonny Evans      | Sunderland        |
| 4 tháng 1 năm 2007  | 9 May 2007          | TV     | Danny Rose       | Oxford United     |
| 4 tháng 1 năm 2007  | 30 June 2007        | HV     | Ryan Shawcross   | Royal Antwerp     |
| 5 tháng 1 năm 2007  | 30 June 2007        | HV     | David Gray       | Royal Antwerp     |
| 8 tháng 1 năm 2007  | 19 May 2007         | HV     | Phil Bardsley    | Aston Villa       |
| 8 tháng 1 năm 2007  | 30 June 2007        | HV     | Adam Eckersley   | Barnsley          |
| 18 tháng 1 năm 2007 | 30 June 2007        | TĐ     | Giuseppe Rossi   | Parma             |
| 25 tháng 1 năm 2007 | 30 June 2007        | TV     | Lee Martin       | Stoke City        |
| 29 tháng 1 năm 2007 | 30 June 2007        | HV     | Danny Simpson    | Sunderland        |
| 12 tháng 2 năm 2007 | 7 May 2007          | TV     | Ritchie Jones    | Barnsley          |